# 주수진
주수진(1993년 9월 19일 ~ )은 대한민국의 전직 여자 축구 선수. 2023년 FIFA 여자 월드컵에서 KBS 해설위원으로 참가했다.

## 선수 시절
2010년 FIFA U-17 여자 월드컵에 선발되어 우승에 기여하였다.

## 수상 경력

### 대회 기록
- 2010년 FIFA U-17 여자 월드컵 우승 ●